# Corrandes d'en Carolino
Les Corrandes d'en Carolino, també conegudes com a Corrandes de Folgueroles són un tipus de cant improvisat de Catalunya.
Trobem l'origen de la seva recuperació en la figura d'en Josep Casadevall "Carolino", de Folgueroles (Osona). Es troben dins la varietat de tipologia que es canta en els actuals concursos de cant improvisat, com el garrotín, l'albada, la glosa, la nyacra, la corranda de Baget o la jota.
Aquestes corrandes tenen una estructura musical de dues frases seguides a cada estrofa i una estructura lírica de quatre versos. La rima, consonant o assonant, ha de ser entre el segon i el quart vers de cada estrofa. La tornada, que es canta després de cada estrofa per donar temps a preparar la següent, té un text que es troba en diverses variacions:
Oidà, oidà, ompliu-nos la cistella,

oidà, oidà, per poder fer un berenar.

Oidà, oidà, corrandes són corrandes,

oidà, oidà, hem vingut a cantar.

Oidà, oidà, ompliu-nos la cistella,

oidà, oidà, hem vingut a cantar.